# Abastecimento de água em Porto Alegre

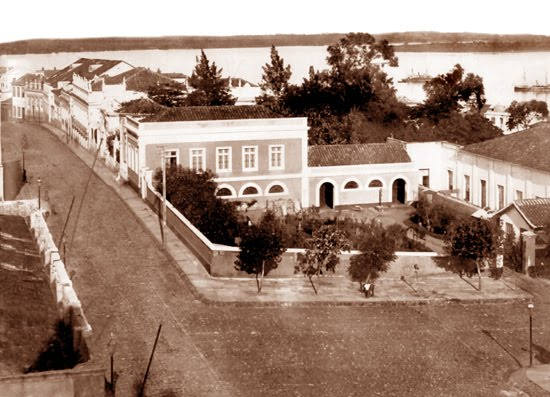
Sede da Companhia Hidráulica Porto-Alegrense em 1895.

Abastecimento de água em Porto Alegre refere-se ao sistema de coleta, tratamento e distribuição de água na cidade brasileira de Porto Alegre, capital do estado do Rio Grande do Sul. A água para consumo provém do grande manancial do lago Guaíba, mas historicamente poços, fontes e riachos que cruzam a cidade também foram utilizados. Somente na década de 1860, com a criação da Companhia Hidráulica Porto-Alegrense, uma empresa privada, começou a ser organizado um sistema moderno. Em 1904 o poder público iniciou a encampação dos serviços, processo concluído em 1926, e atualmente a coordenação é feita pelo Departamento Municipal de Água e Esgotos, que mantém usinas de coleta e tratamento e controla a rede de abastecimento.

## História
O abastecimento iniciou com a coleta direta da água do lago Guaíba e de nascentes na região, e com a abertura de alguns poços. O primeiro registro sobre uma fonte pública em Porto Alegre data de fins de 1780, quando o ouvidor Manoel Pires Querido Leal mandou estabelecer uma fonte pública nos terrenos de Francisco Menezes Lara e Antônio Alves de Paiva, que foram instruídos a franquear a toda gente o acesso à fonte através de suas propriedades. Em 19 de fevereiro de 1790 a Câmara Municipal ordenou o conserto desta "fonte que está fora do portão", e mandava igualmente proceder à criação de "uma fonte dentro da Vila para bem comum do povo". A fonte externa aos portões da Vila de Porto Alegre estava localizada no encontro da atual Rua Avaí com a Avenida João Pessoa, motivo pelo qual a Rua Avaí era chamada de a Rua da Fonte. A fonte dentro da vila era um poço sito na esquina da Avenida Borges de Medeiros com a Rua Jerônimo Coelho, que ficou conhecida como a Rua do Poço. Este poço serviu à cidade até meados de 1830, quando a Câmara debatia sobre a má qualidade da água, sua localização inadequada no meio da rua estorvando o trânsito e o estado arruinado da escavação.
A água recolhida do Guaíba era poluída, pois suas margens eram usadas como depósito de lixo e outros resíduos, e, numa época em que ainda não existia uma rede de esgotos, o lago também servia de local para o despejo da matéria fecal recolhida dos domicílios. No início da década de 1820 o naturalista Auguste de Saint-Hilaire notou os problemas de salubridade da água, dizendo que, a despeito das recomendações contrárias da Câmara, "as margens da lagoa são entulhadas de sujeira; os habitantes só bebem água da lagoa e, continuamente, veem-se negros encher seus cântaros no mesmo lugar em que outros acabam de lavar as mais emporcalhadas vasilhas".
Com o sítio da cidade durante a Revolução Farroupilha, complicou-se o abastecimento de água por causa do impedimento de acesso às fontes das chácaras suburbanas, e os problemas de falta de água são assinalados pelo viajante Nicolau Dreys em 1838. Uma saída para o problema foi a criação de um trapiche sobre o Guaíba para coleta de água longe das imundícies das margens.
O destino das fontes até então existentes é obscuro depois do encerramento da Revolução, uma vez que em 1846 o então Conde de Caxias, presidente da Província, relatava a inexistência de fontes públicas ou outros mananciais na cidade, e ordenava a construção daquele trapiche com 200 palmos de extensão rio adentro defronte à praça do Mercado Público, e outro na desembocadura da Rua do Ouvidor, a atual Rua General Câmara.

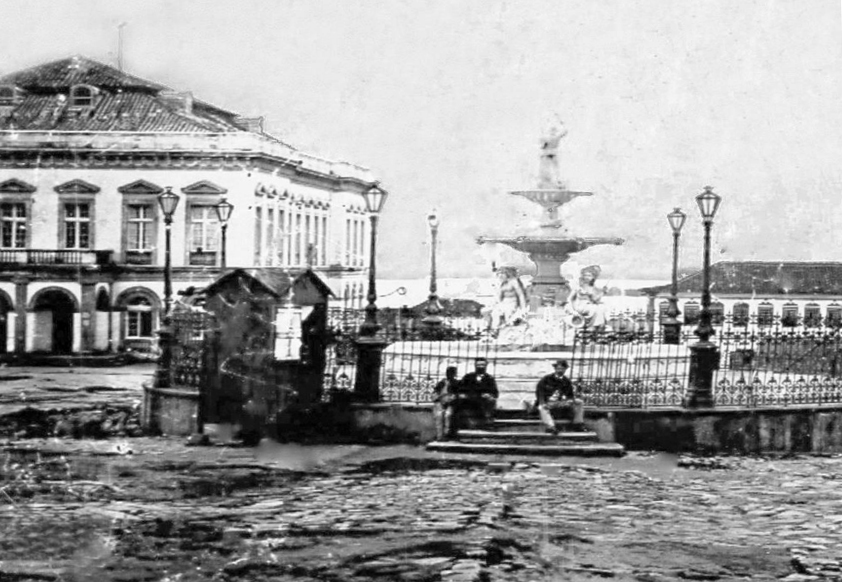
O Chafariz do Imperador na Praça Pedro II em 1867

Na década de 1850, para minimizar o problema de escassez de água potável, o poder público municipal mandou serem abertos outros poços na antiga Rua da Margem (Rua João Alfredo), a Fonte do Bello, e nos fundos do palácio do governo, a Fonte dos Pobres. Em 1858 foi instalada na Praça da Harmonia uma fonte de água bombeada manualmente do Guaíba, e operada pelos presos da Casa de Correção.
Um melhoramento decisivo para o abastecimento de água foi a criação na década de 1860 da Companhia Hidráulica Porto-Alegrense, uma empresa privada, com seu sistema de chafarizes públicos e canalizações domiciliares, captando água das cabeceiras do Arroio Dilúvio (chamado então de Arroio Sabão) através de canos de ferro e levando-a até um grande reservatório subterrâneo na Praça Pedro II, de onde era distribuída. Essa medida foi em grande parte determinada pela necessidade de se evitar a coleta da água poluída do Guaíba. Entre 1864 e 1866 foram construídos chafarizes, alguns deles belamente ornamentados, nas praças do Portão, da Alfândega, do Paraíso e da Caridade, na Várzea e no Alto da Bronze, e uma bica na Praça Pedro II, logo adornada em 1867 com o Chafariz do Imperador, uma fonte de mármore com estátuas personificando os grandes rios da bacia do Guaíba. No ano seguinte foi proibida a venda particular de água retirada do Guaíba e do Arroio Dilúvio, em cumprimento de um contrato de monopólio com a Companhia Hidráulica. Em 1869 já eram 1.082 residências abastecidas diretamente com canalizações, número que dez anos mais tarde já dobrava.

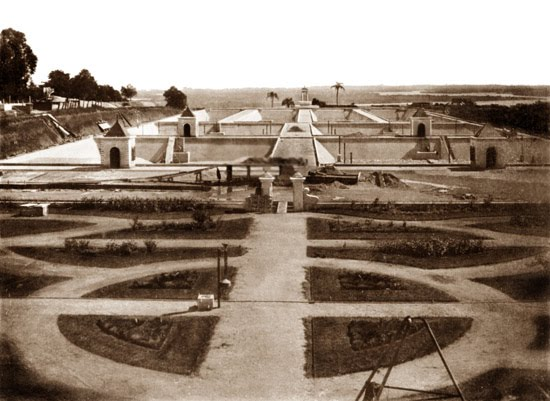
Virgilio Calegari: Construção dos tanques da Hidráulica Guaibense, 1890.

Em torno de 1884 o sistema já era deficitário, e o fornecimento pelo Arroio se revelava escasso principalmente nos meses de verão, quando o sistema era desligado desde a metade da tarde até a madrugada seguinte, pelo que a empresa passou a sofrer a hostilidade do público. Isso levou a ser autorizada em 1885 a criação de uma companhia concorrente, a Companhia Hidráulica Guaibense, que tencionava extrair água diretamente do Guaíba. A empresa começou a operar de forma comercial em 1891 atendendo a 1.065 residências. Porém sua expansão encontrou obstáculos na falta de capital e na dificuldade de importação de equipamentos, e em 1896 a má qualidade da água servida e a incapacidade da empresa de aumentar a rede de atendimento eram motivo de protestos. Enquanto isso, em 1893 a municipalidade determinou a criação de uma pequena ferrovia para levar a matéria fecal domiciliar para despejo no lago em um ponto distante do centro, na chamada na Ponta do Melo. Essa ferrovia desempenharia um papel importante na urbanização dos bairros Cristal, Tristeza, Assunção, Ipanema e Vila Nova, e na criação de balneários na Zona Sul.

## Estatização dos serviços

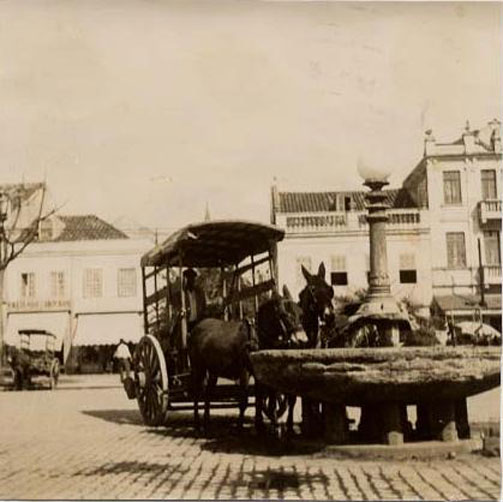
Bebedouro da Praça Rui Barbosa, c. 1900-1910, foto de Virgilio Calegari.

Face aos problemas aparentemente insolúveis da iniciativa privada, em 1904 a Intendência Municipal decidiu assumir o fornecimento de água adquirindo a Hidráulica Guaibense e iniciando a construção de uma nova usina de bombeamento na Rua Voluntários da Pátria e um novo reservatório no bairro dos Moinhos de Vento. Em 1907 foi criado um departamento especial, a Seção de Hidráulica Municipal, para administrar os serviços, e em 1910 foi tornada obrigatória a instalação de hidrômetros. Ainda em 1910 a Comissão Municipal de Saneamento passou a fiscalizar as obras sanitárias domiciliares e em 1911 uma lei regulamentou a disposição do esgoto doméstico. Nesta época o desejo da Intendência era atingir um nível de qualidade nos serviços semelhante ao europeu. Por volta de 1912 um relatório do intendente José Montaury assinalava que a água canalizada chegava a uma área delimitada pelas ruas Ramiro Barcelos, Venâncio Aires e João Alfredo, até o litoral do Guaíba, e mais os bairros Navegantes e São João.
Em 1925 foi criada a Diretoria de Água e Esgoto, e em 1926 o reservatório da Praça da Matriz e a rede de canalizações urbanas da Hidráulica Porto-Alegrense foram encampados pelo município, o que levou a uma rápida expansão nos serviços, embora a qualidade da água ainda deixasse a desejar e o produto fosse visto com desconfiança pela população. Por causa disso, até bem depois da encampação eram figuras comuns os pipeiros, distribuidores particulares de água em pipas levadas em lombo de burro até as residências, e coletada nas boas fontes ainda ativas na época, como a fonte do Freitas, da Floresta, e do José Francisco, no Bom Fim. Em 1928 foi criada a Diretoria Geral de Saneamento, que determinou o tratamento da água servida à população, e começou a funcionar também a Hidráulica 24 de Outubro, com equipamentos de filtragem modernos que produziam água de qualidade superior. Em 1935 os bairros da Glória e Teresópolis, servidos apenas por poços domésticos, passaram a ser integrados no sistema, e em 1944 o sistema de adutoras nas cabeceiras do Arroio Dilúvio também foi incorporado pelo município.
Na década de 1950 o tratamento do esgoto doméstico ainda era quase nulo e a cidade estava em franca expansão, agravando o problema de poluição das águas do Guaíba, principalmente através da emissão de efluentes industriais não tratados e do acúmulo da poluição que chegava à capital pelos rios afluentes do lago, que despejam um grande volume de uma vasta bacia hidrográfica. Essa água vinha contaminada por efluentes domésticos, industriais e agrotóxicos usados nas lavouras do interior. Como resultado, a biodiversidade do lago declinou, os peixes sumiram, desestruturando as comunidades pesqueiras do Arquipélago, e várias praias antes usadas como balneário foram interditadas.

### Departamento Municipal de Água e Esgotos

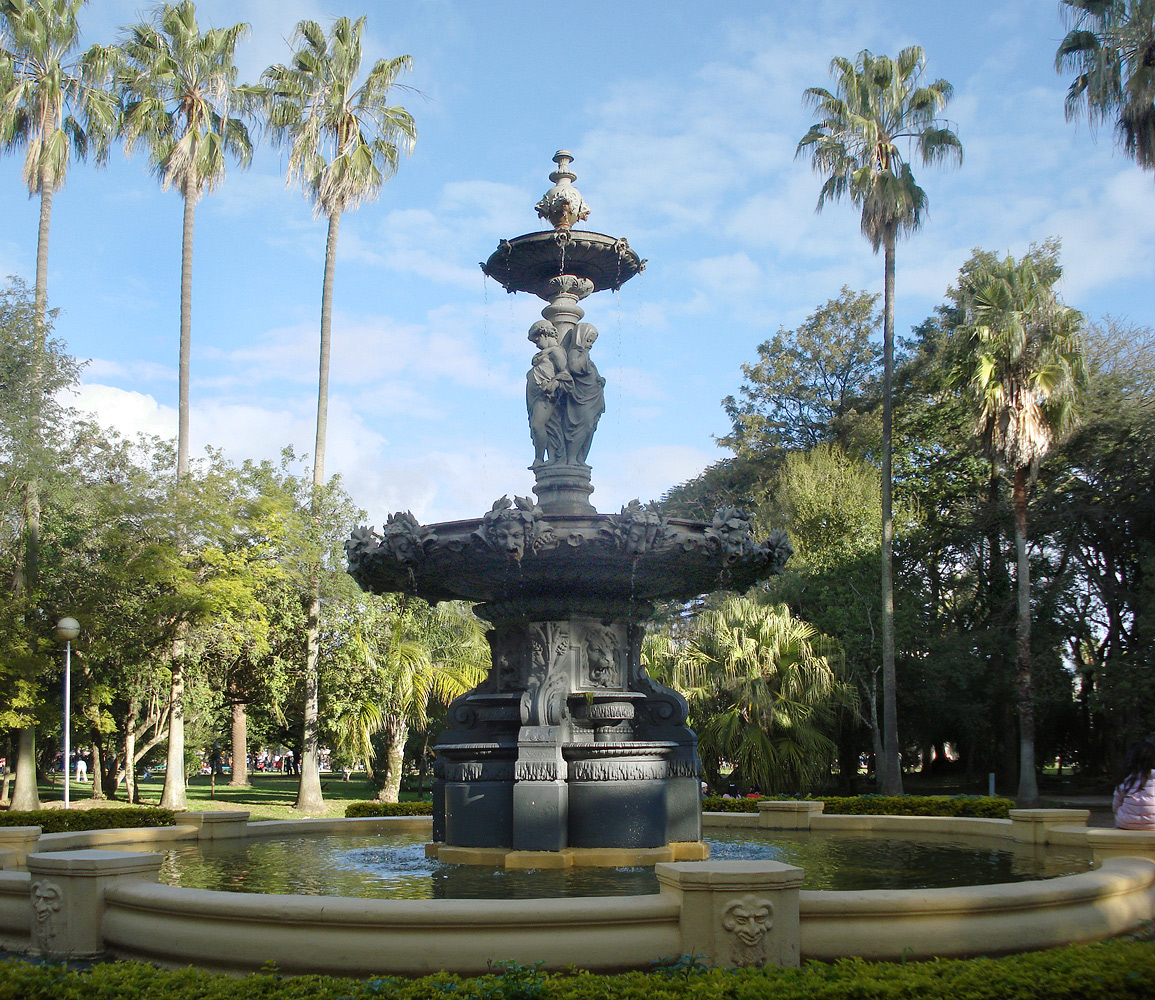
Chafariz de ferro que esteve na Praça XV e hoje está instalado no Parque Farroupilha.

Em 1956 a Diretoria Geral de Saneamento foi transformada na Secretaria Municipal de Água e Saneamento. Foi obtido um grande empréstimo do Banco Interamericano de Desenvolvimento, com o qual o município pôde investir em saneamento básico e no tratamento da água. Por exigência do contrato, pela Lei nº 2.312 de 15 de dezembro de 1961 a Secretaria foi convertida em uma autarquia, sendo criado ao mesmo tempo, para substituí-la, o Departamento Municipal de Água e Esgotos (DMAE).
O Departamento instalou novas hidráulicas nos bairros Tristeza, Menino Deus e São João, e estabeleceu como prioridade ampliar significativamente a rede de coleta do esgoto, mas não contemplou o seu tratamento da mesma maneira, recomendando que fosse lançado in natura no meio do canal de navegação do Guaíba, através de um emissário subfluvial, a partir da Ponta da Cadeia, substituindo o ponto de descarga da Ponta do Melo. Neste período o município elaborou o Plano Diretor de Esgotos Sanitários e em 1973 publicou o Plano Integrado de Esgotos Cloacais, com poucos efeitos práticos. A rede de coleta do esgoto teve alguma ampliação, mas o tratamento continuou sendo negligenciado.
Na década de 1970 o DMAE realizou um estudo para avaliar a situação da poluição da água coletada no Guaíba, e concluiu que após tratamento era de boa qualidade, e em 1975 iniciou o processo de fluoretação. O abastecimento de água progredia rapidamente, e em 1981 98% da população de Porto Alegre já tinha água tratada. No mesmo ano foi concluído o Plano Diretor de Abastecimento de Água.
Não obstante, o movimento ambientalista ganhava força e originou-se um grande debate público sobre a qualidade da água servida à população, com crescentes preocupações com a questão da degradação ambiental e da poluição do Guaíba, pois seus níveis já superavam em muito o recomendado pela Organização Mundial da Saúde. Em 1980 foi publicado o Plano Integrado dos Esgotos Sanitários, mas os avanços nesta área continuavam lentos, e ao final da década cerca de 50% do esgoto era coletado e menos de 2% era tratado. Ainda nos anos 1980 vários programas de recuperação ambiental foram lançados, como o Programa Guaíba Vive e o Programa Pró-Guaíba, obtendo alguns bons resultados. A década de 1990 testemunhou significativas melhorias na questão dos esgotos, e até 2002 foram inauguradas cinco novas estações de tratamento, com destaque para as grandes estações de Ipanema e São João/Navegantes.

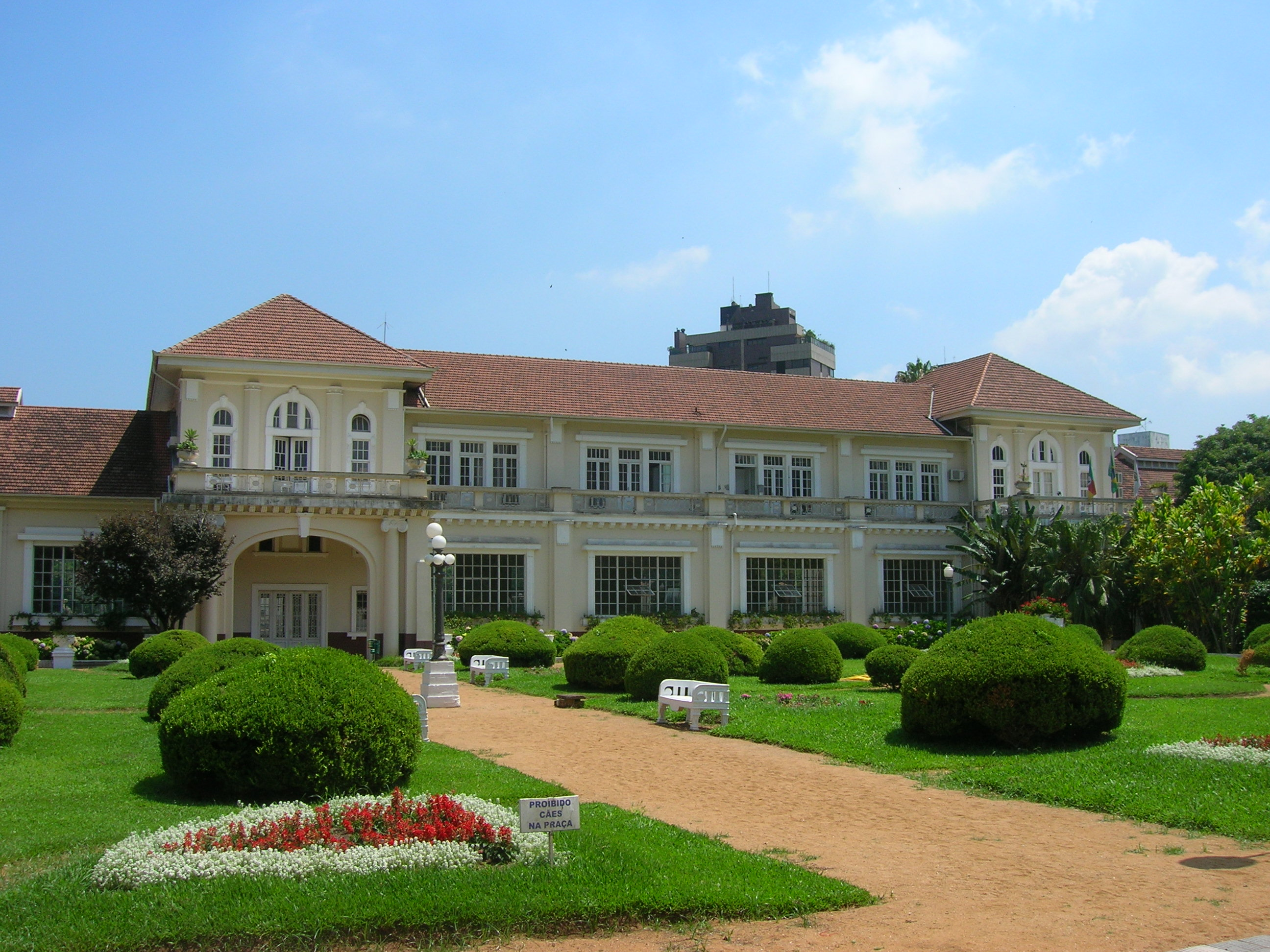
A sede histórica da antiga Hidráulica 24 de Outubro, atualmente sede da Diretoria Geral do DMAE

Em 2008 o DMAE recebeu o certificado ISO 9001:2000 pela boa qualidade de seus serviços, mas nos últimos anos vem sofrendo com cortes de verbas, redução nos investimentos, redução acentuada no número de servidores, perda de capacidade técnica e de grande parte da sua autonomia administrativa, financeira e econômica, além de ter diversos setores terceirizados. O resultado, segundo Oliveira et alii, tem sido uma queda na qualidade dos serviços, queda na receita, abandono de projetos e demora no atendimento de queixas e solução de problemas. Também iniciou uma pressão para a privatização da autarquia. Os mesmos problemas foram apontados por Sandra Darui, coordenadora do Conselho de Representantes Sindicais do DMAE, para quem o progressivo sucateamento da autarquia tem sido uma ação proposital dos últimos governos municipais.
Segundo Oliveira et alii, uma inspeção do Tribunal de Contas do Estado "caracterizou de forma assertiva a relação de causa e efeito entre a interferência da Administração Direta sobre a autonomia da autarquia - impedindo, com ações de procrastinação e trâmite reiterado de solicitações, a efetiva reposição de pessoal e a realização dos investimentos para universalização dos serviços". A partir das conclusões da inspeção, em 2023 o Procurador Geral do Ministério Público de Contas do Estado emitiu parecer declarando que houve "riscos à prestação dos serviços de abastecimento de água em face de grave déficit de pessoal, causados por ingerência ilegal da Administração Centralizada na autonomia do Departamento Municipal de Água e Esgotos", ocasionando falhas no abastecimento, principalmente na região sul da cidade, bem como "prejuízos milionários" ao DMAE. O Procurador acrescentou que a Prefeitura descumpriu decisão do Tribunal de Contas ao continuar interferindo de forma lesiva na autonomia do DMAE mesmo após determinação para que se abstivesse de fazê-lo, determinou que ela garantisse a autonomia do órgão, e recomendou que se instaurasse processo para acompanhar a tendência percebida de desestatização.
Segundo dados da Prefeitura de Porto Alegre, em 2024 mais de 99,5% da população da capital era atendida com abastecimento de água. O DMAE mantinha seis estações de tratamento, seis estações de bombeamento de água bruta, 88 estações de bombeamento de água tratada, 104 reservatórios e mais de 4.200 quilômetros de redes de distribuição. Eram consumidos mais de 200 milhões de metros cúbicos de água tratada por ano, sendo 88% para uso residencial. 91,3% da população era atendida com coleta de esgoto, mas apenas 57% do esgoto era tratado.